# Lego DeadMadness
Lego DeadMadness (настоящее имя — Бакунин Марк Михайлович; род. 23 апреля 2004, Казань, Татарстан, Россия) — российский ютубер, LEGO-аниматор и сценарист. В СНГ считается пионером жанра видео на YouTube, посвященного съёмкам анимации с помощью конструктора LEGO. В январе 2022 года количество подписчиков его канала достигло 100 тисяч человек, что сделало его одним из первым по количеству подписчиков среди русскоговорящих каналов, которые посвящены тематике LEGO.

## Биография

### Ранние годы и переезд
Марк Бакунин родился 23 апреля 2004 года в республике Татарстан. Первые годы прожил в Казане, но семья Бакунина вскоре переехала в село Зилаир на границе России и Казахстана. В 2020 году он переехал в США, оставив мать и четырех братьев и сестер. Из-за политических обстоятельств он не может вернуться в Россию. В настоящее время он живет с отцом и двумя младшими братьями и сестрами в штате Калифорния.

### Образование
Отучился девять классов в зилаирской гимназии. Переехав в США окончил Menlo-Atherton High School. На данный момент учится в коледже. Изначально Бакунин планировал изучать кинематографию в колледже, но позже его планы изменились после прохождения курса по истории искусств. Он решил сосредоточиться на изучении этой дисциплины, а кинопроизводство продолжить осваивать самостоятельно.

## История канала Lego DeadMadness

### Начало творческого пути
Он придумал название DeadMadness, вдохновившись сериалом «Очень странные дела» и мрачными темами в своих работах. Бакунин начал интересоваться анимацией еще в детстве, но серьезно вернулся к ней только через годы.
Младшие братья и сестры стали первой мотивацией Бакунина для создания забавных видео. Он продолжил заниматься покадровой анимацией в 2018 году, но долгое время не знал о YouTube, так как жил в маленьком селе. В 2019 году один из друзей порекомендовал ему платформу, и Бакунин запустил канал Lego DeadMadness.

### Творческий процесс и вдохновение
Видео Бакунина вдохновлены различными фильмами и видеоиграми. Одним из любимым режисером является Квентин Тарантино.
Первоначально он думал что создает историю, в которых все персонажи будут подростками с низким интеллектом, создававшими хаос. Но со временем его канал развился, и он создал сложную вселенную, объединяющую известных персонажей с его собственными оригинальными героями.
Бакунин исследует в своих видео глубокие темы, такие как психическое здоровье и одиночество. Благодаря удачной постановки кадра и освещения, эму удаётся передать нужное настроение и донести глубокий смысл зрителю.

### Рост популярности и влияние Five Nights at Freddy’s
Первоначальный успех канала был связан с адаптацией вселенной Five Nights at Freddy’s (FNaF). Бакунин хотел создать собственные версии историй из этой франшизы, так как существующие Lego-анимации его не удовлетворяли. В итоге он начал разрабатывать уникальные сюжетные линии, что привлекло преданных фанатов.
Он отметил, что именно оригинальность и высокое качество его FNaF-анимаций помогли каналу стать популярным. Многие зрители, познакомившись с его FNaF-контентом, заинтересовались и другими его проектами.
После достижения популярности среди русско-язычного комьюнити, 5 августа был создан англо-язычный канал Lego DeadMadness_Eng.

### Финансовая сторона и влияние санкций
До вторжения России в Украину канал Бакунина приносил ему от 400 до 600 долларов в месяц. Однако после того, как YouTube прекратил монетизацию российских каналов, его доходы сократились. Тем не менее, он продолжает получать поддержку от фанатов, которые ценят его творчество.
В свободную от учебы время ведёт частные уроки по покадровой анимации. 16 февраля 2025 организовал частный показ совместной роботы учеников в местном кинотеатре, о чём сообщил в своём телеграмм канале.

### Будущие проекты
В настоящее время Бакунин работает над масштабным полнометражным фильмом на английском языке. Хотя проект связан с Five Nights at Freddy’s, он будет сосредоточен не на хоррор-элементах, а на развитии персонажей и их внутренних конфликтов.
Робота над вторым сезоном зомби-апокалипсиса временно приостановлены.

## Личная жизнь и влияние популярности
Бакунин признает, что его популярность в сети имеет свои последствия. Из-за работы над контентом он чувствует себя оторванным от реальной жизни и имеет больше друзей в интернете, чем в офлайн. Он сказал: «Если я проанализирую свою жизнь за последние три года, то на каждого друга в реальной жизни у меня будет четыре друга в сети. Иногда я могу немного оторваться от реальности, но я работаю над этим».